# 太陽帆

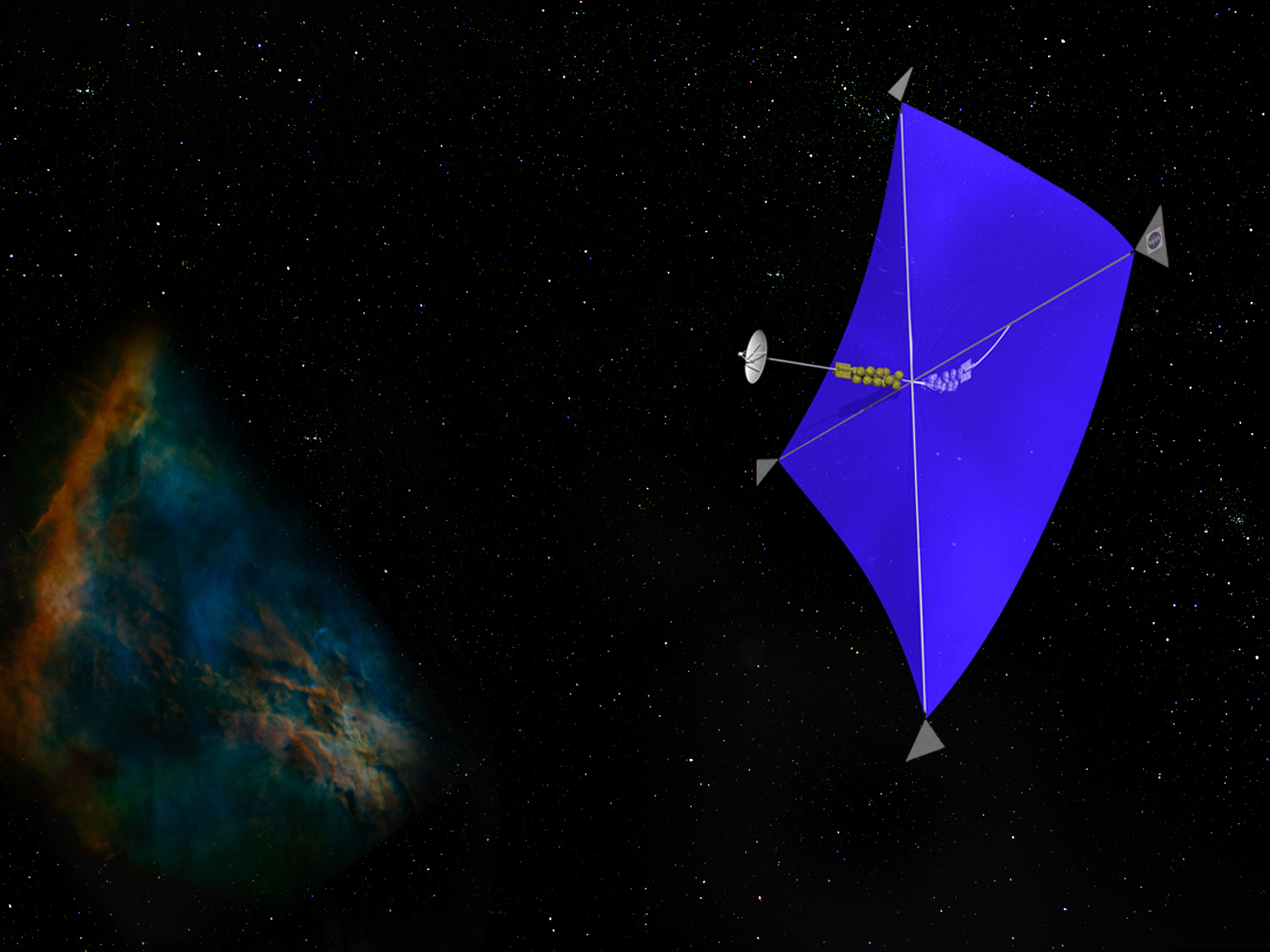
太陽帆の構想図

太陽帆（たいようほ・たいようはん）とは、ソーラー帆、ソーラーセイル、光帆（こうはん・ひかりほ）とも呼ばれ、薄膜鏡を巨大な帆として、太陽などの恒星から発せられる光やイオンなどを反射することで宇宙船の推力に変える装置のことである。これを主な推進装置として用いる宇宙機は太陽帆船、宇宙ヨットなどと呼ばれる。
化学ロケットや電気推進と比べ発生する推力は小さいものの、燃料を消費せずに加速が得られるという利点がある。現在は研究段階だが、実用化すれば惑星間などの超長距離の移動が容易になる。
20世紀初頭の起想より、長らく「SFに描かれる未来の技術」という存在であったが、2010年7月9日、JAXAによって打ち上げられた小型ソーラー電力セイル実証機「IKAROS」において、史上初の太陽帆航行が確認された。

## 起想
最初のアイデアは、17世紀にドイツの天文学者ヨハネス・ケプラーにより、もたらされたともいわれている。1873年にジェームズ・クラーク・マックスウェルが放射圧の仮説を発表し、1899年にピョートル・レベデフが光が鏡に当たり反射すると鏡に圧力が加わることを実験により証明し、実現性がでてきた。これを惑星間移動の宇宙船の推力に使用するというアイデアは、1919年に発表されたロシアの科学者のコンスタンチン・ツィオルコフスキー、フリードリッヒ・ツァンダーらにより、1924年により具体的な太陽帆の理論が発表された。
イギリスの物理学者ジョン・D・バナールは、1929年に発表した著作『宇宙・肉体・悪魔』において、太陽光の放射圧を帆で受けて宇宙へと旅立つ宇宙帆船を構想している。

## 原理
太陽からの太陽風によって推進していると誤解される場合が多いが、そうではなく、光子の反射によって生じる反作用によるものである。光の粒子が太陽帆を形成する薄膜に当たり反射すると、薄膜には光の入射方向と逆向きの力が発生する。この力は、セイルの面積と光圧力に比例する。点光源から発せられた光は球面状に広がってゆき、結果として単位面積当たりに受けられる光子の数が減るため、光圧力は光源からの距離の2乗に反比例する。地球での太陽からの光圧力は、約4.57 ×10−6 N/m2である。船舶で使用される帆とは異なり、流体力学的に発する揚力は発生しないため、帆に発する力は帆に反射する光の圧力のみとなる。

## 実用化研究の現状

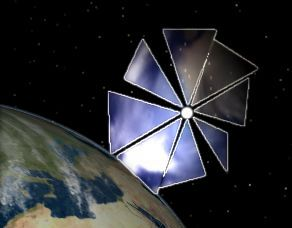
太陽帆の実用計画コスモス1号

実際に宇宙船の推力源として太陽帆を利用するためには、極めて軽量かつ極めて広い面積を保持できる薄膜鏡が必要であり、長らくは夢物語に過ぎなかった。初期にはアルミニウムの薄膜などが太陽帆の素材として候補になっていたが、あまりにも強度が不足しており、特に巨大な帆を宇宙空間で広げる際に帆を壊さずに広げる技術の開発が難しかった。しかし21世紀になって炭素繊維など素材の研究開発が進み、太陽帆に使用可能な、強度と軽さを兼ね備えた薄膜の作成に実現性が帯びてきた。
太陽帆の研究は、アメリカ航空宇宙局 (NASA) を始めとして、世界各国で行われている。最初に打ち上げられたのは、民間の国際NPO惑星協会による太陽帆の実証機コスモス1号で、同協会は2001年に試験機、2005年に実機を打ち上げたが、いずれも打ち上げ用ロケットのトラブルで衛星軌道に乗れず失敗した。惑星協会による実験はその後一時中断するが、2015年のライトセイル1号で帆の展開に、次いで2019年のライトセイル2号で遂に太陽帆の実証に成功した。
それに続くのが2008年に打ち上げられたのがNASAのナノセイルDだが、こちらもロケットのトラブルで打ち上げに失敗している。しかし2010年には代替機ナノセイルD2が打ち上げられ帆の展開に成功した。さらにNASAは2015年の打ち上げを目指し実証機サンジャマーを計画する。これは大きさが37.8m、重量は約32kgと、後述のIKAROSと比べ面積が7倍で重量は1/10という大規模なものだったが、L'Garde社による開発が難航したため、プロジェクトはキャンセルされた。しかし2020年には今度は太陽帆を用いた小型探査機NEA Scoutが計画されている。
また日本でも、宇宙航空研究開発機構 (JAXA) の宇宙科学研究所により研究が行われている。2004年8月には太陽帆実現を目的とした、直径10m、厚さ7.5μmのポリイミドフィルム製の大型薄膜の宇宙空間での展開実験に成功した。また、太陽光圧の力だけでの推進・姿勢制御は難しいので、セイルに薄膜太陽電池をつけ、イオンエンジンとソーラーセイルを併用する「ソーラー電力セイル」構想が持ち上がった。2010年5月に打ち上げられた日本のソーラー電力セイル実証機IKAROSは、世界ではじめてソーラーセイルによる光子加速を実証し、同年12月8日には金星フライバイに成功するなど大きな成果を挙げた。
また直接の推進システムとしてではないが、2006年7月に小惑星探査機はやぶさ（第20号科学衛星MUSES-C）の運用にて、太陽光圧を利用した姿勢制御が行われ、その後継機はやぶさ2では通常の姿勢制御モードの1つとして利用されている。同様な姿勢制御用の光圧利用として、日本の運輸多目的衛星MTSATには姿勢制御用の太陽帆が搭載されている。
超小型のソーラーセイルとしては、イギリスがCubeSailを開発しており、2014年末にインドのロケットで打ち上げる計画。ソーラーセイルの大きさは25平方メートル（5メートル角）で、3UサイズのCubeSatを使用する。この試験は、ESAとDLRの共同プロジェクトであるGossamerに反映される予定。
その他、同じくCubeSatを使った試験機であるが、ESAは電気式ソーラーセイルの試験を2014年秋からエストニアのESTCube-1を使って行っている。電気式ソーラーセイルは太陽光を推進力に使うのではなく、太陽風の粒子を電気的に捕えて推進力にするもので、長さ10mの導電性テザーESAILを展開する初期的な試験である。

### IKAROS

IKAROSの膜面形状・配置図（14m四方）

2010年5月21日、JAXAは近惑星まで航行可能な実証機IKAROSをH-IIAロケット17号機により、金星探査機あかつきとの相乗りで打ち上げた。イカロスの帆は1辺約14mの正方形で厚さ7.5μmのポリイミド樹脂膜にアルミニウムを蒸着したもので、約200平方メートルの帆面の10%に薄膜太陽電池が貼られている。直径1.6m、長さ1m、重さ300kgの本体を中心にX字形に畳んでおき、打ち上げ後、機体を一時的に高速回転させることで生じる遠心力を用いて帆を展開させ、その後ゆっくり回転させて帆の形を維持させる。
2010年6月3日からセイルの展開を開始し、6月10日に地球からの距離約770万kmにて、セイルの展張、及びセイルに配置されている薄膜太陽電池からの発電を確認した。7月初頭からは光子加速実証フェーズへと移行し、7月9日、ついにIKAROSが光子加速を行っていることが確認された。12月8日16時39分 (日本時間)、IKAROSは金星から80,800kmの地点を通過し、金星スイングバイを成功させた。ソーラーセイルによる光子加速を実証し、ソーラーセイルで他の惑星まで飛行したのは、いずれも世界初である。

### ライトセイル2号

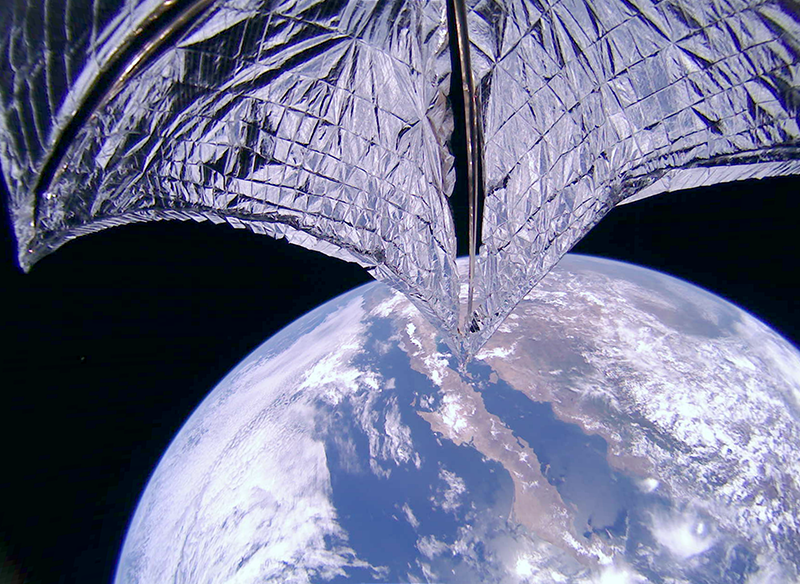
宇宙空間で帆を展開するライトセイル2号

ライトセイル2号は惑星協会が2019年6月に打ち上げたソーラーセイル実証機である。IKAROSとは異なり、太陽からの光圧のみで推進する。同年7月に太陽光による軌道変更に行い、史上2例目の成功となった。帆はポリエステル製で4つの直角二等辺三角形で構成され、面積は32平方メートルである。打ち上げ時は3リットルの容積で軌道投入後に展開された。

## フィクションに登場する太陽帆

### SF小説
- アーサー・C・クラーク『太陽からの風』The Wind from the Sun - 太陽帆走のイメージを確立した作品。
- コードウェイナー・スミス『星の海に魂の帆をかけた少女』The Lady Who Sailed The Soul - 太陽帆船の苦難に満ちた長期航海が描かれている。
- 堀晃『太陽風交点』 - 太陽帆を自ら作り出す結晶生命が登場。
- 小松左京『さよならジュピター』 - 映画のノベライズ版に、太陽帆で地球-木星間を航行する輸送船団「ダンデライオン船団」が登場。
- 吉岡平『ハウザーモンキー』（アンソロジー『宇宙（そら）への帰還』収録） - 太陽帆船同士の砲撃戦を、ナポレオン時代の海戦になぞらえて描いている。
- 笹本祐一『星のパイロット4 ブルー・プラネット』 - 太陽系外にある地球型惑星の探査機に太陽帆が利用される（加速にはレーザー推進を利用している）。
- 笹本祐一『ミニスカ宇宙海賊』 - 主人公がヨット部の活動で乗る船として、小型ヨット「ディンギー」と大型練習帆船「オデットII世」が登場する。

### 映画（実写）、TVドラマ
- トロン（Tron 1982年）
- スター・ウォーズ エピソード2/クローンの攻撃 - ドゥークー伯爵の乗るSunsailor'と呼ばれる宇宙船が登場。
- スタートレック:ディープ・スペース・ナイン - 古代ベイジョー人が用いたと云われる太陽帆船をシスコ親子が復元するエピソードがある。
- 宇宙からのメッセージ、宇宙からのメッセージ・銀河大戦 - 前作にあたる映画作品ではジルーシア人エメラリーダが乗り、続編にあたるTVドラマ作品ではソフィアに継承されていた帆船型宇宙船エメラリーダ号が登場。
- フォー・オール・マンカインド - シーズン3にて、アメリカ航空宇宙局の運用する有人火星探査機「ソジャーナ1」が火星探査レースへの切り札としてソーラーセイルを使用。

### 漫画、アニメ（TV、映画、OVA）
帆船型宇宙船が登場する作品はかなりあるが、実際に推進力として太陽帆を用いているものはごく少数。
- トレジャー・プラネット - ディズニー映画。『宝島』の宇宙版。
- 機動戦士ガンダムSEED C.E.73 STARGAZER - 劇中に登場する深宇宙探査用のモビルスーツ、スターゲイザーが、太陽風を推進力として使用する「ヴォワチュール・リュミエール」を装備していた。そのほか、『機動戦士ガンダムSEED DESTINY』、『機動戦士ガンダムSEED C.E.73 Δ ASTRAY』にも類似のシステムを装備した機体が登場する。
- 2001夜物語 - 星野之宣作のコミック。太陽帆推進宇宙船の事故からの生還エピソードがある。
- 21エモン - 第21話『木星異常接近!! 衝撃度99%のソーラーヨット?』に登場。
- 機動戦艦ナデシコ - 人型兵器を通常のエンジンの代わりにソーラーセイルで航行させ、敵のレーダーに映らずに接近させるシーンがある。
- オーディーン 光子帆船スターライト - 宇宙帆船スターライト号が登場。
- 宇宙戦艦ヤマト 復活篇 - 大ウルップ星間国家連合軍から離脱し、反旗を翻すアマールの防衛隊旗艦パスカル艦と主力戦艦アマール艦が登場。
- ビーストウォーズII 超生命体トランスフォーマー-宇宙海賊シーコンズの帆船が太陽の光で宇宙を進む事が出来る。第25話「最後の戦い」内のナレーションにて言及。
- モーレツ宇宙海賊 - 上記の小説『ミニスカ宇宙海賊』のアニメ化作品。小説と同じく、「ディンギー」と「オデット二世」が登場する。